# 我有一個朋友
《我有一個朋友》（英語：Be With You），2023年中國大陸古裝武俠喜劇，由畢鑫業擔任編劇並執導，謝興陽、蘇夢迪、王翰聞、潘玥同主演。講述武術宗師夢三息（謝興陽 飾）為了追查好友被殺害的真相，來到暗藏多股江湖勢力的木雲城，在無名百貨發生的一系列啼笑皆非的江湖故事。
本劇於2022年3月28日在象山影視城開機
，5月25日殺青。次年9月6日於芒果TV首播。台灣由LINE TV、LiTV 線上影視、MyVideo、ofiii歐飛播出。

## 播出時間
| 頻道   | 所在地   | 播映日期     | 播出時間   | 備註                                                                 |
| 芒果TV | 中国大陆 | 2023年9月6日 | 每晚 18:00 | 會員 每週一更新2集，週二至週四更新1集。 非會員 每週一至週四更新1集。 |

## 演員列表

### 主要人物
| 演員                                     | 角色   | 介紹 |
| 謝興陽                                   | 夢三息 | 無名百貨員工 化名南嘯天，仇家稱他為嘯天犬。性格開朗，做人尺度的上限和底線異常的寬。本是名震江湖的俠客，因一夜間武功盡失，淪為被黑白兩道追殺的落魄分子。為了得到恢復武功的解藥和找出好友北嘯海死亡的真相，而陰差陽錯来到木雲城。               |
| 王翰聞 （幼年：崔祥懿） （童年：邵昊林） | 岩四方 | 無名百貨員工 本名拓跋令狐，江湖有名的鑄造大師、煉丹師、機關師。現實、精明、毒舌，獨行江湖多年的他深信每個人心裏都有一個可以出賣靈魂的價位。從不相信任何人，刻意與人保持距離。為了尋找父母離開、老家村莊被屠的真相而來到木雲城。               |
| 蘇夢迪                                   | 葉五枝 | 無名百貨員工 本名莫如是，前清瀞宗內門弟子。對工作範圍之外的事物漠不關心，對異性向自己示好的感知能力極差。因所練功法的原因，不能説謊，也沒有接觸過市井之物，因此沾染了嗜賭、酗酒等惡習。為了尋找屠戮師門的背後組織，獨自離開師門來到了木雲城。 |
| 潘玥同                                   | 紀明昭 | 無名百貨掌櫃 木雲城四大家族之紀家四小姐。有着果決的魄力和大膽的想法，做事雷厲風行、用人不疑。為打消父母的家族聯姻念頭，收購了夢參息三人開的無名雜貨鋪，誓要把營業額倒數的店鋪做到第一，成為木雲城第一女商人。                                 |

## 其他人物
| 演員   | 角色       | 介紹 |
| 趙子麒 | 應佰尺     | 無名百貨供應商，應家商行掌櫃 話少面冷，非常注重儀表。雖貴為掌櫃，心中卻有着成為詩人的夢想，經常舞文弄墨，寫一些粗鄙但不失真摯的詩，夢想流芳百世。喜歡看熱鬧。 |
| 童家豪 | 戴夢回     | 衙門三班班頭 木雲城四大家族之戴家三公子。性格開朗直爽，永遠直來直去，喜怒皆形於色。                                                                           |
| 吳飛   | 柳雲歸     | 木雲城第一名醫 河西三大家族之柳家三公子。醫術精湛，外表温和、看起來毫無稜角。                                                                                 |
| 方品淇 | 秋月白     | 風仁苑酒樓老闆娘 情報“販子”。表面圓滑、世俗，實則卻堅韌且善良。                                                                                               |
| 邵如一 | 魏東陽     | 三七道中人，但從未殺過人，是個無罪之人，表面上文明有禮、始終如一，實際上監視著夢三息的一舉一動。                                                              |
| 李斌   | 老丁       | 無名百貨監工，樂師。 |
| 劉威龍 | 柳雲驍     | 河西三大家族之柳家大公子，葉五枝師兄。五年前在木雲城商鋪縱火，導致十六人遇害。                                                                                |
| 俞思遠 | 紀明新     | 紀語齋掌櫃，木雲城四大家族之紀家二小姐。 |
| 王凱熠 | 柳雲宗     | 河西三大家族之柳家二公子。從小體弱，無法學武，十分嚮往江湖。                                                                                                  |
| 汪哲   | 三七道首領 | |
| 吳樹林 | 陳長老     | |
| 李軍   | 歐陽長老   | |

## 特別出演
| 演員   | 角色   | 介紹                                                                                                  |
| 黃思瑞 | 顧廿久 | 玉庭軒掌櫃 外表温婉甜美，舉止得體，精通琴棋書，不包含畫，藝術天分與紀柳戴三人組不相上下，喜歡夢三息。 |

## 友情出演
| 演員   | 角色   | 介紹 |
| 武雨澤 | 北嘯海 | 本名梁念羽，曾為木雲城四大家族之梁家五公子，後輩家族除名。為人正直樂觀，四海為家，與夢三息初次下山時相識，稱兄道弟。四年前在三七道執行淨化任務的時候戰死。 |

## 電視劇歌曲
| 曲序 | 曲目                   |        | 作曲           | 演唱                                         |
| ---- | ---------------------- | ------ | -------------- | -------------------------------------------- |
| 1.   | 我很重要（片頭曲）     | 畢磊   | 鄧強中、劉義瑞 | 謝興陽                                       |
| 2.   | 海娃與三丫（插曲）     | 畢鑫業 | 劉義瑞、鄧強中 | 謝興陽、王翰聞、趙子麒、方品淇、楊茗琪、邢琛 |
| 3.   | 我有一個朋友（片尾曲） | 畢磊   | 鄧強中、王懷   | 王翰聞                                       |

## 記事
- 2022年7月13日，《快樂再出發》節目第四期在芒果TV和東南衛視播出，0713男團六位常駐嘉賓（陳楚生、陸虎、蘇醒、王櫟鑫、王錚亮、張遠）為了賺取生活費，在陸虎的介紹下來到該劇拍攝地象山影視城客串，扮演一群被朝廷通緝的要犯[6]。

## 外部連結
- 《我有一個朋友》的新浪微博
- 豆瓣电影上《我有一個朋友》的資料 （简体中文）